# Bruckberg (Landshut járás)
Bruckberg település Németországban, azon belül Bajorországban. Lakosainak száma 5743 fő (2023. december 31.). Bruckberg Altdorf, Landshut, Eching, Wang, Gammelsdorf, Obersüßbach és Furth községekkel határos.

## Népesség
A település népessége az elmúlt években az alábbi módon változott:
| Lakosok száma | 338  | 734  | 3911 | 5021 | 5120 | 5232 | 5398 | 5469 | 5645 | 5743 |
|               | 1875 | 1950 | 1987 | 2010 | 2012 | 2014 | 2016 | 2017 | 2021 | 2023 |